# Nottingham Forest Football Club 2012-2013
La seguente voce raccoglie le informazioni riguardanti il Nottingham Forest Football Club per la stagione 2012-2013.

## Stagione
Anche per la stagione 2012-2013 il Nottingham Forest ha partecipato alla seconda divisione del campionato inglese, la Championship, classificandosi all'ottavo posto. Nella FA Cup e nella League Cup, è stato invece eliminato rispettivamente al terzo e secondo turno.
La formazione ha visto l'avvicendarsi di tre manager: Sean O'Driscoll, Alex McLeish e Billy Davies, ma soprattutto è rilevante il fatto che a inizio stagione la proprietà sia passata a una famiglia del Kuwait di cui è membro il nuovo presidente della società: e Fawaz Al-Hasawi che ha sostituito il cugino Omar nel dicembre 2012.

## Maglie e Sponsor
Sponsor tecnico della società è l'inglese Umbro, mentre il main sponsor della stagione è John Pie auction.
|  | Casa | Trasferta |

## Organigramma societario
Area direttiva
- Presidente: Omar Al-Hasawi , da dicembre Fawaz Al-Hasawi
- Direttore delle Finanze: John Pelling
- Capo esecutivo: Mark Arthur (fino a gennaio)

Area tecnica
- Manager: Sean O'Driscoll, da dicembre Alex McLeish, da febbraio Billy Davies
- Assistente Manager: Rob Kelly
- Allenatore: Jimmy Floyd Hasselbaink (dal 3 gennaio)
- Preparatore atletico: Alessandro Schoenmaker
- Preparatore dei portieri: Paul Barron

Area medica
- Medico sociale: Dr. Frank Coffey
- Fisioterapista: Andrew Balderston

## Rosa
| N. |                             | Ruolo | Calciatore               |
| -- | --------------------------- | ----- | ------------------------ |
| 1  | Irlanda del Nord (bandiera) | P     | Lee Camp                 |
| 2  | Inghilterra (bandiera)      | D     | Sam Hutchinson           |
| 3  | Inghilterra (bandiera)      | D     | Dan Harding              |
| 4  | Inghilterra (bandiera)      | C     | Simon Gillett            |
| 5  | Galles (bandiera)           | C     | Danny Collins (capitano) |
| 6  | Francia (bandiera)          | C     | Guy Moussi               |
| 7  | Algeria (bandiera)          | C     | Adlène Guedioura         |
| 8  | Inghilterra (bandiera)      | C     | Chris Cohen              |
| 9  | Stati Uniti (bandiera)      | A     | Robbie Findley           |
| 9  | Inghilterra (bandiera)      | A     | Darius Henderson         |
| 10 | Inghilterra (bandiera)      | C     | Lewis McGugan            |
| 11 | Irlanda (bandiera)          | C     | Andy Reid                |
| 12 | Inghilterra (bandiera)      | P     | Karl Darlow              |
| 14 | Inghilterra (bandiera)      | C     | Jonathan Greening        |
| 15 | Inghilterra (bandiera)      | D     | Greg Halford             |
| 16 | Inghilterra (bandiera)      | D     | Jamaal Lascelles         |

| N. |                              | Ruolo | Calciatore           |
| -- | ---------------------------- | ----- | -------------------- |
| 18 | Irlanda (bandiera)           | C     | Brendan Moloney      |
| 19 | Irlanda (bandiera)           | A     | Simon Cox            |
| 20 | Inghilterra (bandiera)       | A     | Marcus Tudgay        |
| 21 | Inghilterra (bandiera)       | C     | James Coppinger      |
| 22 | Inghilterra (bandiera)       | C     | Henri Lansbury       |
| 23 | Antigua e Barbuda (bandiera) | A     | Dexter Blackstock    |
| 24 | Inghilterra (bandiera)       | A     | Billy Sharp          |
| 26 | Spagna (bandiera)            | D     | Daniel Sánchez Ayala |
| 27 | Inghilterra (bandiera)       | A     | Matt Derbyshire      |
| 28 | Polonia (bandiera)           | C     | Radosław Majewski    |
| 29 | Scozia (bandiera)            | D     | Alan Hutton.         |
| 32 | Inghilterra (bandiera)       | D     | Elliot Ward          |
| 35 | Kuwait (bandiera)            | P     | Khalid Al-Rashidi    |
| 36 | Cile (bandiera)              | D     | Jermaine Jenas       |
| 36 | Cile (bandiera)              | D     | Gonzalo Jara         |
| 38 | Irlanda (bandiera)           | C     | Stephen McLaughlin   |

## Calciomercato

### Sessione estiva
| Acquisti | Acquisti         | Acquisti      | Acquisti             |
| R.       | Nome             | da            | Modalità             |
| -------- | ---------------- | ------------- | -------------------- |
| D        | Danny Collins    | Stoke City    | definitivo           |
| D        | Greg Halford     | Portsmouth    | definitivo           |
| D        | Dan Harding      | Southampton   | definitivo           |
| D        | Daniel Ayala     | Norwich City  | prestito             |
| D        | Sam Hutchinson   | Chelsea       | prestito             |
| C        | Adlène Guedioura | Wolverhampton | definitivo (1 mln £) |
| C        | Simon Gillett    | Doncaster     | svincolato           |
| C        | Henri Lansbury   | Arsenal       | definitivo (1 mln £) |
| C        | James Coppinger  | Doncaster     | prestito             |
| A        | Simon Cox        | West Bromwich | definitivo           |
| A        | Billy Sharp      | Southampton   | prestito             |

| Cessioni | Cessioni         | Cessioni          | Cessioni               |
| R.       | Nome             | a                 | Modalità               |
| -------- | ---------------- | ----------------- | ---------------------- |
| P        | Paul Smith       | Southend Utd      | svincolato             |
| D        | Luke Chambers    | Ipswich Town      | svincolato             |
| D        | Joel Lynch       | Huddersfield Town | svincolato             |
| D        | Chris Gunter     | Reading           | definitivo (2,3 mln £) |
| D        | Kieron Freeman   | Derby County      | definitivo             |
| C        | Garath McCleary  | Reading           | svincolato             |
| C        | George Boateng   | PBDKT T-Team      | svincolato             |
| C        | Paul Anderson    | Bristol City      | svincolato             |
| C        | David Morgan     | Lincoln City      | prestito               |
| A        | Ishmael Miller   | Middlesbrough     | prestito               |
| A        | David McGoldrick | Coventry City     | prestito               |
| A        | Matt Derbyshire  | Oldham Athletic   | prestito               |

### Operazioni tra le due sessioni
| Acquisti | Acquisti       | Acquisti                | Acquisti |
| R.       | Nome           | da                      | Modalità |
| -------- | -------------- | ----------------------- | -------- |
| D        | Elliott Ward   | Template:Calcio Norwich | prestito |
| D        | Alan Hutton    | Aston Villa             | prestito |
| C        | Jermaine Jenas | Tottenham               | prestito |

| Cessioni | Cessioni       | Cessioni   | Cessioni |
| R.       | Nome           | a          | Modalità |
| -------- | -------------- | ---------- | -------- |
| P        | Karl Darlow    | Walsall    | prestito |
| D        | Matty Regan    | Tamworth   | prestito |
| A        | Robbie Findley | Gillingham | prestito |
| A        | Marcus Tudgay  | Barnsley   | prestito |

### Sessione invernale
| Acquisti | Acquisti           | Acquisti        | Acquisti      |
| R.       | Nome               | da              | Modalità      |
| -------- | ------------------ | --------------- | ------------- |
| P        | Khalid Al-Rashidi  | Al-Arabi        | svincolato    |
| P        | Karl Darlow        | Walsall         | fine prestito |
| D        | Gonzalo Jara       | West Bromwich   | prestito      |
| D        | Matty Regan        | Tamworth        | fine prestito |
| C        | James Coppinger    | Doncaster       | fine prestito |
| C        | Stephen McLaughlin | Derry City      | definitivo    |
| A        | Darius Henderson   | Millwall        | svincolato    |
| A        | Matt Derbyshire    | Oldham Athletic | fine prestito |
| A        | Robbie Findley     | Gillingham      | fine prestito |
| A        | Marcus Tudgay      | Barnsley        | fine prestito |
| A        | David McGoldrick   | Coventry City   | fine prestito |

| Cessioni | Cessioni         | Cessioni       | Cessioni      |
| R.       | Nome             | a              | Modalità      |
| -------- | ---------------- | -------------- | ------------- |
| P        | Lee Camp         | Norwich City   | svincolato    |
| D        | Robbie Findley   | Real Salt Lake | definitivo    |
| D        | Brendan Moloney  | Bristol City   | svincolato    |
| D        | Alan Hutton      | Aston Villa    | fine prestito |
| C        | Jermaine Jenas   | Tottenham      | fine prestito |
| A        | David McGoldrick | Ipswich Town   | prestito      |
| A        | Matt Derbyshire  | Blackpool      | prestito      |
|          | David Morgan     | Dundee         | prestito      |

### Operazioni dopo la sessione invernale
| Acquisti | Acquisti | Acquisti | Acquisti |
| R.       | Nome     | da       | Modalità |
| -------- | -------- | -------- | -------- |

| Cessioni | Cessioni         | Cessioni  | Cessioni |
| R.       | Nome             | a         | Modalità |
| -------- | ---------------- | --------- | -------- |
| D        | Jamaal Lascelles | Stevenage | prestito |